# Tlepolemos (tướng)
Đối với những người khác có cùng tên, xem Tlepolemos (định hướng)
Tlepolemos (tiếng Hy Lạp: Τληπόλεμος; sống vào thế kỷ 4 TCN) là con trai của Pythophanes và là một thành viên thuộc lực lượng hetairoi của Alexandros Đại đế. Ông đã cai quản Parthia và Hyrcanii cùng với Amminapes, một người Parthia được Alexandros bổ nhiệm làm tổng trấn của các tỉnh này. Sau này, Tlepolemos được Alexandros bổ nhiệm làm tổng trấn của Carmania, ông vẫn cai quản tỉnh này vào thời điểm Alexandros qua đời trong năm 323 TCN và sau cuộc phân chia các tỉnh mới tại Triparadisos vào năm 321 TCN.